# Nationaldemokratiska partiet (Surinam)
Nationaldemokratiska Partiet (nederländska: Nationale Democratische Partij, NDP) är ett politiskt parti det ledande oppositionspartiet i Surinam. NDP har ett starkt stöd hos militären.
I valet 1996 segrade NDP och dess dåvarande ledare Jules Wijdenbosch utsågs till president. I parlamentsvalet den 25 maj 2005 fick NDP 23,1 % av rösterna och 15 av 51 platser i nationalförsamlingen.
Partiets tidning heter NDP-Bulletin.